# Yuko Kavaguti

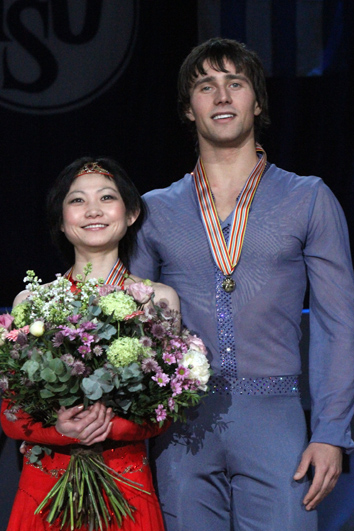
Yuko Kavaguti y Alexander Smirnov durante la ceremonia de entrega de medallas por parejas en el Campeonato de Europa de 2010.

Yuko Kavaguti (alias: Kawaguchi, en japonés: Kawaguchi Yūko (川口 悠子) y en ruso: Юко Кавагути: , nacida el 20 de noviembre de 1981) es una patinadora de patinaje artístico con pareja que participó en competición internacional con Japón y Rusia. En 2006,  empezó a competir con Aleksandr Smirnóv para Rusia. Es dos veces campeona del campeonato de Europa de patinaje artístico (2010, 2015), dos medallas de bronce en el campeonato mundial de patinaje artístico (2009, 2010), dos medallas de bronce en el final del Gran Prix de patinaje artístico  (11–12 y 15–16), y tres veces ganadora del campeonato de patinaje artístico sobre hielo de Rusia (2008–2010). En 2015, consiguió ser la primera pareja en la historia en completar dos lanzamientos cuádruples en un mismo programa y la primera en realizar un cuátruple salto.

## Vida personal
Además de hablar su idioma nativo, el japonés, Kavaguti también habla fluido ruso e inglés. Desde el 2003,  estudió y se graduó en relaciones internacionales en laUniversidad Estatal de San Petersburgo, completando su grado en junio de 2007. Kavaguti Ha expresado interés en tener experiencia en la diplomacia internacional además de su trabajo como patinadora. En diciembre de 2008, adquiere la ciudadanía rusa para un sitio en el equipo olímpico. Japón no permite múltiple nacionalidad, así que está obligada para dejar su ciudadanía japonesa y poder recuperarla atrás sólo después de que pasen diez años."川口がロシア国籍を取得  フィギュアで五輪目指し". 17 de enero de 2009. Cuándo su nombre familiar estuvo transliterado de japonés a ruso y entonces a caracteres latinos, "Kawaguchi" devenía "Kavaguti".